# Lenzkirch
Lenzkirch est une commune de Bade-Wurtemberg (Allemagne), située dans l'arrondissement de Brisgau-Haute-Forêt-Noire, dans le district de Fribourg-en-Brisgau.

## Jumelage
- Jugon-les-Lacs (France) depuis 1975

## Les panneaux sculptés
Dans le centre du village, on trouve de nombreux panneaux indicateurs en bois sculpté et peint.

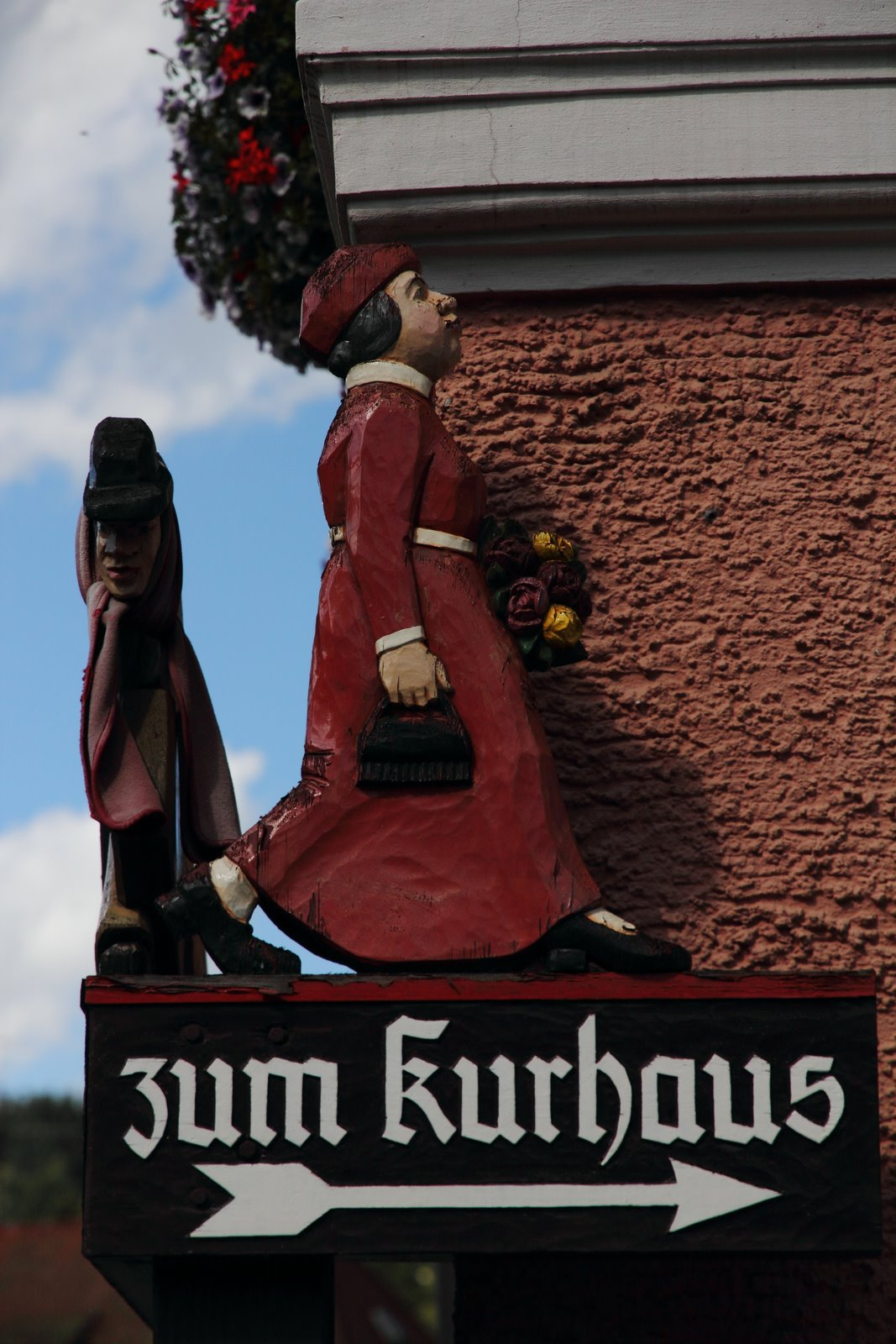
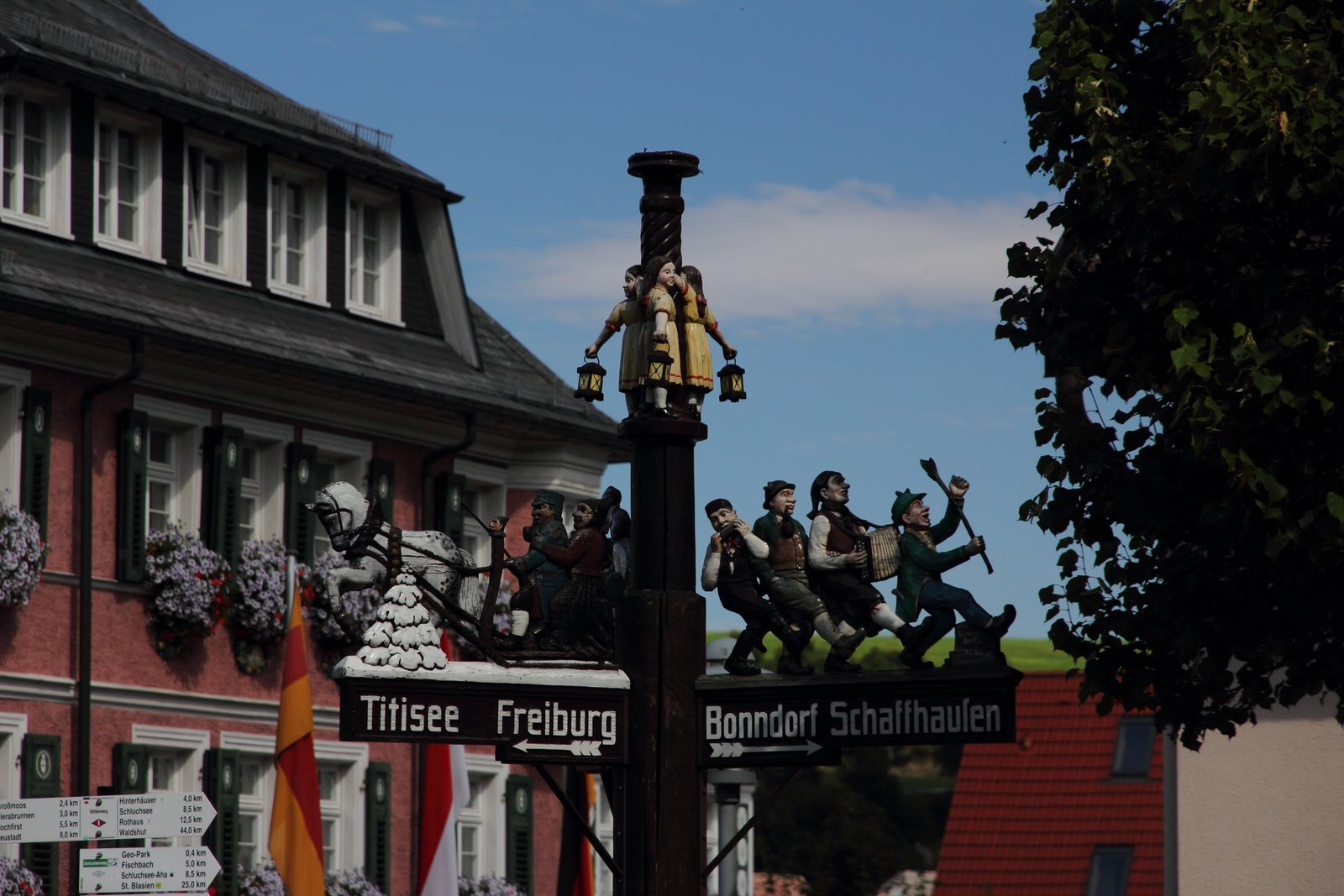
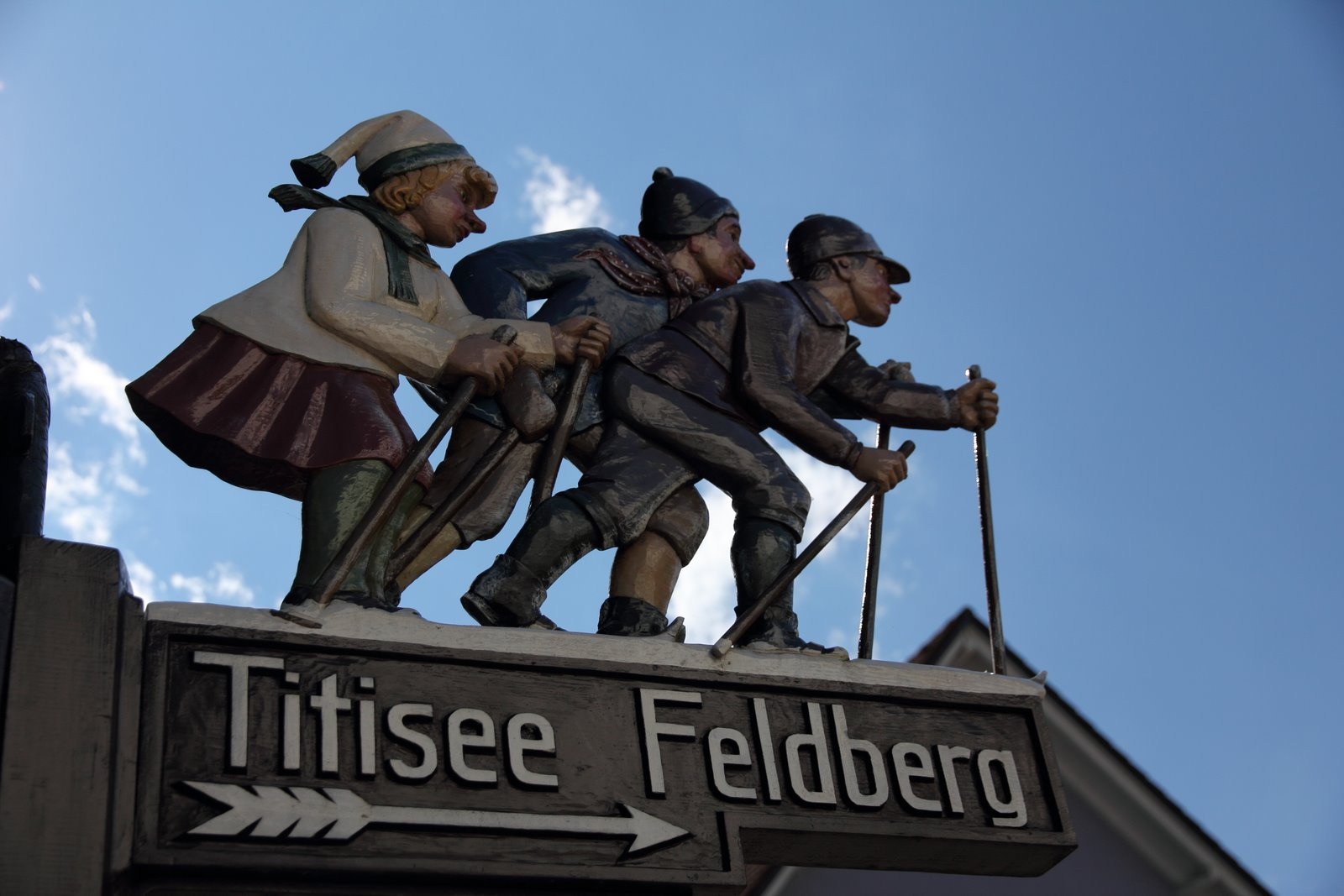
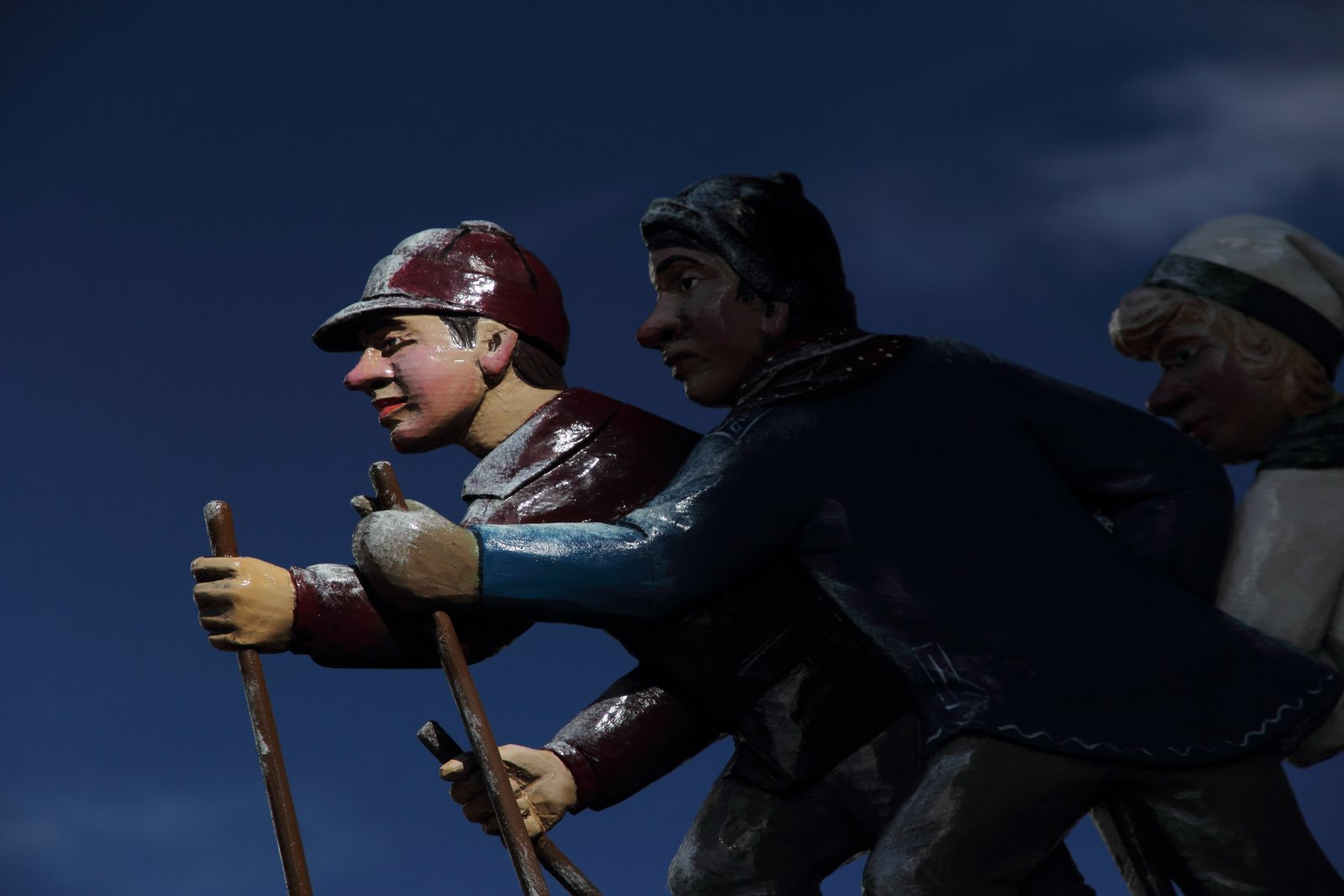
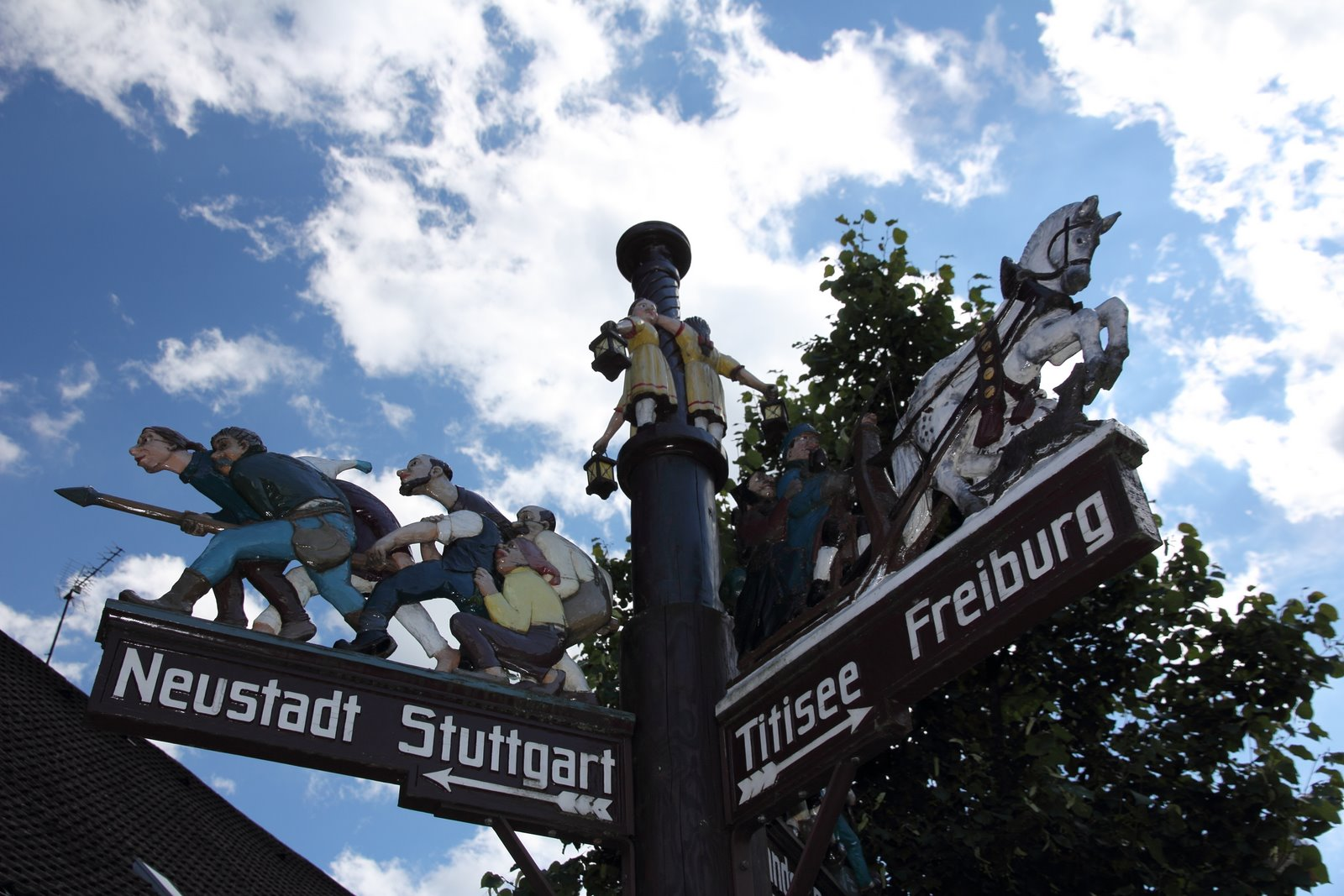